# مادران (فیلم ۲۰۱۰)
«مادران» (مقدونی: Мајки / Majki) یک فیلم است که در سال ۲۰۱۰ منتشر شد.